# Overdose (EP)
Pour les articles homonymes, voir Overdose (homonymie).
Albums de EXO-K et EXO-M
Miracles in December
(2013) Exology Chapter 1: The Lost Planet
(2014)
Singles
1. Overdose
Sortie : 7 mai 2014

Overdose est le troisième EP des boys bands sud-coréano-chinois EXO-K et EXO-M, sorti le 7 mai 2014 sous SM Entertainment et distribué par KT Music. Il est précédé par le mini-album spécial Noël, Miracles in December sorti en décembre 2013. Il s'agit du dernier album qui comprend les membres d'EXO-M Kris et Luhan avant de quitter le groupe et d'intenter des procès contre SM Entertainment pour demander la résiliation de leurs contrat.

## Contexte et sortie
Le troisième EP d'EXO devait sortir le 21 avril 2014, mais sa sortie a été repoussée dû à la tragédie du naufrage Sewol le 16 avril. L'album est donc sorti plus tard, le 7 mai 2014. Il a atteint les 660 000 exemplaires en précommande, faisant de lui le mini-album le plus pré-commandé de l'histoire.
Le 15 mai 2014, Kris, le leader d'EXO-M, dépose un procès contre SM Entertainment afin de résilier son contrat en citant sa santé négligée et la violation des droits humains dans l'entreprise.
L'édition coréenne s'est placé 2e du Billboard World Albums Chart et 129e du Billboard 200, faisant d'EXO le groupe masculin coréen ayant eu la plus haute place du Billboard 200,.

## Promotion
Avant la sortie d'Overdose, EXO a tenu un showcase au Jamsil Arena à Séoul le 15 avril. Du 1er au 9 avril, un concours parrainé par Samsung Music a permis aux fans sélectionnés d'assister à l'événement et à la première représentation d'Overdose. Les membres ont promu dans leurs sous-groupes respectifs, EXO-K a promu en Corée du Sud tandis qu'EXO-M a promu en Chine. Les 24 et 25 mai 2014, ils ont tenu leur premier concert solo intitulé EXO From. EXO PLANET #1 - THE LOST PLANET, les billets ont été vendus en un temps record d'1,47 secondes.

## Liste des titres
| Version coréenne | Version coréenne                               | Version coréenne      | Version coréenne                                      | Version coréenne | Version coréenne | Version coréenne | Version coréenne | Version coréenne | Version coréenne |
| No               | Titre                                          | Auteur                | Producteur(s)                                         | Durée            |                  |                  |                  |                  |                  |
| ---------------- | ---------------------------------------------- | --------------------- | ----------------------------------------------------- | ---------------- | ---------------- | ---------------- | ---------------- | ---------------- | ---------------- |
| 1.               | 중독 (Overdose) (chanté par EXO-K)             | Kenzie, The Underdogs | The Underdogs                                         | 03:25            |                  |                  |                  |                  |                  |
| 2.               | 월광 (Moonlight) (chanté par Baekhyun et D.O.) | Seo Ji-eum            | The Underdogs                                         | 04:26            |                  |                  |                  |                  |                  |
| 3.               | Thunder                                        | Jeon Gan-di           | Will Simms, Hiten Bharadia, Raphaella Mazaheri-Asadi  | 03:13            |                  |                  |                  |                  |                  |
| 4.               | Run                                            | Seo Ji-eum            | Ana Diaz, Jarrad Rogers, Natalia Hajjara, Yoo Han-jin | 03:37            |                  |                  |                  |                  |                  |
| 5.               | Love, Love, Love                               | Seo Ji-eum            | Deez, Jimmy Burney, Daniel "Obi" Klein                | 03:55            |                  |                  |                  |                  |                  |
| 6.               | 중독 (Overdose) (Version EXO)                  | Kenzie, The Underdogs | The Underdogs                                         | 03:55            |                  |                  |                  |                  |                  |
| 18:35            |                                                |                       |                                                       |                  |                  |                  |                  |                  |                  |

| Version chinoise | Version chinoise                            | Version chinoise | Version chinoise                                      | Version chinoise | Version chinoise | Version chinoise | Version chinoise | Version chinoise | Version chinoise |
| No               | Titre                                       | Auteur           | Producteur(s)                                         | Durée            |                  |                  |                  |                  |                  |
| ---------------- | ------------------------------------------- | ---------------- | ----------------------------------------------------- | ---------------- | ---------------- | ---------------- | ---------------- | ---------------- | ---------------- |
| 1.               | 上瘾 (Overdose) (chanté par EXO-M)          | Annakid          | The Underdogs                                         | 03:25            |                  |                  |                  |                  |                  |
| 2.               | 月光 (Moonlight) (chanté par Luhan et Chen) | Lin Xin Ye       | The Underdogs                                         | 04:26            |                  |                  |                  |                  |                  |
| 3.               | 雷电 (Thunder)                              | Lin Xin Ye       | Will Simms, Hiten Bharadia, Raphaella Mazaheri-Asadi  | 03:13            |                  |                  |                  |                  |                  |
| 4.               | 奔跑 (Run)                                  | Zhou Mi          | Ana Diaz, Jarrad Rogers, Natalia Hajjara, Yoo Han-jin | 03:37            |                  |                  |                  |                  |                  |
| 5.               | 梦中梦 (Love, Love, Love)                   | Annakid          | Deez, Jimmy Burney, Daniel "Obi" Klein                | 03:55            |                  |                  |                  |                  |                  |
| 6.               | 上瘾 (Overdose) (Version EXO)               | Annakid          | The Underdogs                                         | 03:55            |                  |                  |                  |                  |                  |
| 18:35            |                                             |                  |                                                       |                  |                  |                  |                  |                  |                  |

## Classements

### Version coréenne

#### Classements hebdomadaires
| Classements                          | Meilleure position |
| ------------------------------------ | ------------------ |
| South Korea Gaon Weekly Albums Chart | 1                  |
| Japan Oricon Weekly Albums Chart     | 3                  |
| Taiwan G-Music Album Chart           | 10                 |
| Hong Kong HKRM Album Chart           | 3                  |
| US Billboard World Albums Chart      | 2                  |
| US Billboard Heatseekers Albums      | 1                  |
| US Billboard 200                     | 129                |

#### Classements mensuels
| Classements                           | Meilleure position |
| ------------------------------------- | ------------------ |
| South Korea Gaon Monthly Albums Chart | 1                  |
| Japan Oricon Monthly Albums Chart     | 11                 |

#### Classement annuel
| Classement                                | Meilleure position |
| ----------------------------------------- | ------------------ |
| South Korea Gaon 2014 Yearly Albums Chart | 1                  |

### Version chinoise

#### Classements hebdomadaires
| Classements                                        | Meilleure position |
| -------------------------------------------------- | ------------------ |
| South Korea Gaon Weekly Albums Chart               | 2                  |
| South Korea Gaon Weekly International Albums Chart | 1                  |
| Japan Oricon Weekly Albums Chart                   | 5                  |
| Taiwan G-Music Albums Chart                        | 13                 |
| US Billboard World Albums Chart                    | 5                  |

#### Classements mensuels
| Classements                                         | Meilleure position |
| --------------------------------------------------- | ------------------ |
| South Korea Gaon Monthly Albums Chart               | 2                  |
| South Korea Gaon Monthly International Albums Chart | 1                  |
| Japan Oricon Monthly Albums Chart                   | 19                 |

#### Classements annuels
| Classements                                             | Meilleure position |
| ------------------------------------------------------- | ------------------ |
| South Korea Gaon 2014 Yearly Albums Chart               | 2                  |
| South Korea Gaon 2014 Yearly International Albums Chart | 1                  |

## Ventes de l'album
| Classement          | Ventes                             |
| ------------------- | ---------------------------------- |
| Japon (Oricon)      | Plus de 15 000 (Version chinoise)  |
| Japon (Oricon)      | Plus de 37 000 (Version coréenne)  |
| Corée du Sud (Gaon) | Plus de 274 207 (Version chinoise) |
| Corée du Sud (Gaon) | Plus de 413 759 (Version coréenne) |

## Prix et récompenses
| Année | Prix                         | Travail nommé | Titre                                   | Résultat   |
| ----- | ---------------------------- | ------------- | --------------------------------------- | ---------- |
| 2014  | MelOn Music Awards           | Overdose      | Album of the Year                       | Nomination |
| 2014  | Mnet Asian Music Awards      | Overdose      | UnionPay Song of the Year               | Nomination |
| 2014  | Mnet Asian Music Awards      | Overdose      | UnionPay Album of the Year              | Lauréat    |
| 2014  | 8th Miguhui Awards           | Overdose      | Best Performance Award                  | Lauréat    |
| 2014  | 2014 Bugs Awards             | Overdose      | Top 10 Albums                           | Lauréat    |
| 2015  | Golden Disk Awards           | Overdose      | Disk Bonsang                            | Lauréat    |
| 2015  | Golden Disk Awards           | Overdose      | Disk Daesang                            | Lauréat    |
| 2015  | Golden Disk Awards           | Overdose      | Digital Bonsang                         | Nomination |
| 2015  | Gaon Chart K-Pop Awards      | Overdose      | Artist of the Year (Album) - 2d Quarter | Lauréat    |
| 2015  | 3rd YinYueTai V-Chart Awards | Overdose      | Album of the Year — Korea               | Lauréat    |

### Programmes de classements musicaux
| Date         | Programme                   | Chanson           |
| ------------ | --------------------------- | ----------------- |
| 14 mai 2014  | Show Champion (MBC Music)   | "중독 (Overdose)" |
| 15 mai 2014  | M Countdown (Mnet)          | "중독 (Overdose)" |
| 22 mai 2014  | M Countdown (Mnet)          | "중독 (Overdose)" |
| 17 mai 2014  | Show! Music Core (MBC)      | "중독 (Overdose)" |
| 24 mai 2014  | Show! Music Core (MBC)      | "중독 (Overdose)" |
| 18 mai 2014  | Inkigayo (SBS)              | "중독 (Overdose)" |
| 25 mai 2014  | Inkigayo (SBS)              | "중독 (Overdose)" |
| 1er mai 2014 | Inkigayo (SBS)              | "중독 (Overdose)" |
| 10 mai 2014  | Global Chinese Music (CCTV) | "上癮 (Overdose)" |
| 17 mai 2014  | Global Chinese Music (CCTV) | "上癮 (Overdose)" |

## Historique de sortie
| Pays         | Date       | Format                  | Label                     |
| ------------ | ---------- | ----------------------- | ------------------------- |
| Monde entier | 7 mai 2014 | CD téléchargement légal | SM Entertainment          |
| Corée du Sud | 7 mai 2014 | CD téléchargement légal | SM Entertainment KT Music |